# Centranthus ruber subsp. ruber
Centranthus ruber subsp. ruber é uma subespécie de planta com flor pertencente à família Valerianaceae. 
A autoridade científica da subespécie é (L.) DC., tendo sido publicada em Lam. & DC., Fl. Franç. ed. 3 4: 239 (1805).

## Portugal
Trata-se de uma subespécie presente no território português, nomeadamente em Portugal Continental, no Arquipélago dos Açores e no Arquipélago da Madeira.
Em termos de naturalidade é nativa de Portugal Continental e introduzida no Arquipélago dos Açores.

## Protecção
Não se encontra protegida por legislação portuguesa ou da Comunidade Europeia.